# Kediwari
Kediwari és el nom d'una de les boques per les quals l'Indus desaigua a la mar d'Aràbia. Antigament era el principal braç del riu amb una profunditat de més de cinc metres i podia ser navegat per gran bots, però des de 1845 l'Hajamro va incrementar el seu volum i el va substituir com a braç més important.